# رایزا ویلسون
رایزا ویلسون (متولد ۱۰ آوریل ۱۹۸۹) یک مدل و بازیگر هندی است.که در فیلم های تامیل دیده می‌شود. رایزا بعداز حضور در برنامه تلویزیونی واقعیت تامیل رئیس بزرگ به شهرت رسید.  وی برای نقش آفرینی در نقش سیندوجا در فیلم پیار پریما عشق است برنده جایزه فیلم فیر برای بهترین نخستین فیلم زن - جنوب شد.

## حرفه
رایزا تحصیلات خود را  در دبیرستان دخترانه صومعه نازاره و سپس در مدرسه بین المللی جی‌اس‌اس در اوتی به انتها رساند، پیش از اینکه به دانشکده در بنگلور برود. بنگلور.  بعداز علاقه به مدلینگ، ویلسون در پایان سال ۲۰۱۰برای اسم خانم هند جنوبی ۲۰۱۱رقابت کرد و در طول مسابقه جایزه لبخند زیبای این خانم را کسب نمود.   ویلسون در اولین نقش بازیگری خود در فیلم تامیلی فارغ التحصیل بیکار۲ (۲۰۱۷) ظاهر شد، جایی که او دستیار شخصی واسوندها را با بازی کاجول را به تصویر کشید. وقت نمایش وی بسیار کوتاه بود و بنابراین نقش او بی اعتبار و جزئی بود.  
در میان سال 2017، ویلسون بعد از امضای قرارداد برای حضور در برنامه تلویزیونی واقعیت تامیل، رئیس بزرگ (تامیل) - فصل ۱ ، به میزبانی کمال هاسان، مورد توجه رسانه‌های بزرگی در تامیل نادو واقع شد. وی بعداز ۶۳روز از نمایش عزل شد و در این روند به بادوام‌ترین شرکت کننده اصلی زن تبدیل شد. بعداز خروج، ویلسون نظرداشت که وی"خوشبخت است که جزئی از نمایش است" و "این خاطره را برای همیشه گرامی خواهد داشت".  ویلسون در نقش اصلی فیلم پیار پریما عشق است بازی کرده است که در آن با یکی دیگر از شرکت کنندگان رئیس بزرگ به نام هاریش کالیان جفت می‌شود.
بعداز پیار پریما عش است, ویلسون برای نقش آفرینی در نقش مهم در ورما, بازسازی تامیلی فیلم تلوگو آرجون ردی به کارگردانی بالا, قرارداد امضا کرد.  با این حال، این فیلم بعداً با نام آدیتیا وارما بدون دخالت بالا و ویلسون بازسازی شد.  پس از موفقیت پیار پرما کادال‌، یووان شانکار راجا و ویلسون دوباره در سومین کار تولیدی یووان با مانی چاندرو کارگردان پی‌پی‌کی همکاری می‌نماید و نام فیلم به اسم آلیس است و نخستین نگاه در ۱۴ ژانویه ۲۰۱۹ فاش شد. 